# Duiker Island
Duiker Island (o Duikereiland in afrikaans), conosciuta anche come Seal Island (da non confondere con la vicina Seal Island), è un'isola al largo di Hout Bay vicino a Città del Capo in Sud Africa. Ha una dimensione di 77 metri per 95, con una superficie di circa 0,4 ettari.
L'isola è rinomata per la sua fauna marina, tra cui le foche del Capo e le specie di uccelli marini come i cormorani comuni e i gabbiani kelp. È visitato regolarmente da turisti e fotografi in barca attraverso Mariner's Wharf nel porto di Hout Bay.
Il 13 ottobre 2012, una piccola nave che trasportava turisti a Duiker Island si è capovolta. L'incidente ha provocato la morte di due uomini mentre tre donne sono sopravvissute trovando sacche d'aria sotto la nave capovolta.